# Autostrada A2 (Austria)
Autostrada A2, denumită și Autostrada Sudului (în germană Süd Autobahn), este o autostradă din Austria. Ea a fost terminată în anul 1999 și leagă capitala Viena de granița cu Italia via Graz și Klagenfurt. Cu o lungime totală de 377,4 km, autostrada A2 este cea mai lungă autostradă din Austria.

## Istoric
Ca și autostrada A1, autostrada A2 își are originea în planulurile sistemului de autostrăzi Reichsautobahn, sistem impus după anexarea Austriei de către Germania Nazistă în 1938. Totuși, construcția nu a început decât după încheierea proiectelor din  timpul celui de-al Doilea Război Mondial.
Începutul construcției a avut loc la data de 6 mai 1959, prin tronsul dintre Vösendorf din sudul Vienei și Leobersdorf, acest tronson fiind inaugurat la 26 mai 1962. În 1975, autostrada ajunsese până la Seebenstein în Austria Inferioară. Un prim segment de drum în Stiria între Gleisdorf și Raaba fusese dejat deschis în 1969, urmând tronsonul dintre Pörtschach și Villach (numit la acea vreme Wörthersee Autobahn) din Carintia în 1970. Autostrada a fost inaugurată complet cu un ultim segment de la Völkermarkt la Klagenfurt pe 25 noiembrie 1999.